# Heinrich Schenck
Johann Heinrich Rudolf Schenck (Siegen, 1860 – Darmstadt, 1927) è stato un botanico tedesco.
Viaggiatore in Messico e Brasile, fu docente di botanica al politecnico di Darmstadt. La sua opera più importante è Die Vegetationsbilder, che iniziò nel 1903, senza finirla, insieme a Robert Karsten.